# Estación de Montélimar
La estación de Montelimar es la principal estación ferroviaria de la ciudad francesa de Montélimar. Por ella circulan tanto trenes de alta velocidad como regionales.

## Historia
Fue inaugurada el 16 de abril de 1855 por parte de la Compañía de Ferrocarriles de París a Lyon y al Mediterráneo (PLM). 

## Situación ferroviaria
Se sitúa en la línea férrea París-Marsella (PK 661,311). 

## Descripción
La estación conserva el diseño clásico de las estaciones de la PLM. Planta rectangular, edificio central de dos pisos, alas laterales, colores vivos y un reloj de aguja adornando la fachada.
Se compone de dos andenes, uno lateral y otro central y de tres vías. 

## Servicios ferroviarios

### Alta Velocidad
Los siguientes TGV acceden a la estación:
- Línea París ↔ Miramas.
- Línea París ↔ Aviñón.

### Regionales
Los trenes regionales abarcan los siguientes recorridos:
- Línea Valence ↔ Aviñón.
- Línea Lyon ↔ Marsella.